# 주한 피지 대사관
주한 피지 대사관(영어: Embassy of Fiji, Seoul)은 대한민국 서울특별시 용산구 이태원동 210-68(2020년 당시 주소)에 위치했던 피지 대사관이다.

## 역사
피지는 1971년 1월 30일에 대한민국과 외교 관계를 수립했다. 1980년 12월에는 대한민국 정부가 피지 수바에 주피지 대한민국 대사관을 설립했다. 피지 정부에서는 한동안 주일본 피지 대사관에서 대한민국과 관련된 외교 임무를 겸임해 오다가 2012년 7월에 대한민국 서울에 주한 피지 대사관을 설립했다. 하지만 피지 정부는 2020년 12월에 코로나19 범유행의 여파에 따른 재정 악화로 인하여 주한 피지 대사관을 폐쇄했고 현재는 주일본 피지 대사관에서 대한민국과 관련된 외교 임무를 겸임하고 있다.

## 같이 보기
- 대한민국-피지 관계
- 주피지 대한민국 대사관
- 피지의 재외공관 목록
- 대한민국 주재 외국공관 목록